# 魚眼石
魚眼石（ぎょがんせき、apophyllite、アポフィライト）は、鉱物（ケイ酸塩鉱物）のグループ名。特に断りの無い限り、魚眼石といえば一番産出の多いフッ素魚眼石（fluorapophyllite）を指す。
火山岩の空隙やスカルンに産出する。
加熱により葉片状に割れることから、ギリシャ語の"Apo"（離れる）と"phyllon"（葉）にちなみ命名された。和名の魚眼石は、英語の別名 "Fish-eye stone"（輝きが、魚の眼に似ていることにちなむ）の訳。

## 種類
フッ素魚眼石（fluorapophyllite）
KCa4Si8O20F·8H2O。正方晶系。カリウムが主要成分のため、「フッ素魚眼石」と言えばカリフッ素魚眼石（Fluorapophyllite-(K)）を指すことが多い。この他に、カリウムがセシウム、アンモニウムに置換したフッ素魚眼石が独立種として認められている。

水酸魚眼石（Hydroxyapophyllite-(K) / hydroxyapophyllite）
KCa4Si8O20(OH,F)·8H2O。正方晶系。

ソーダフッ素魚眼石（Fluorapophyllite-(Na)）
NaCa4Si8O20F·8H2O。斜方晶系。岡山県高梁市山宝鉱山で発見された日本産新鉱物。1976年に「ソーダ魚眼石（natroapophyllite）」として記載され、2013年に現在の学名に変更された。フッ素魚眼石のカルシウムがナトリウムと置換しているが、他の魚眼石とは異なり、結晶構造の対称性がやや低下して斜方晶系となるのが特徴。

水酸マクグラッソン石（Hydroxymcglassonite-(K)）
KSr4Si8O20(OH,F)·8H2O。正方晶系。水酸魚眼石のカルシウムがストロンチウムに置換した鉱物。2020年に承認された。